# معلم (مجموعه تلویزیونی ۱۹۹۳)
معلم با نام اصلی مؤسسه (به فرانسوی: L'Instit) یک مجموعه تلویزیونی فرانسوی-سوئیسی در ۴۶ قسمت ۹۰ دقیقه‌ای است که توسط پیر گریمبلات (تهیه‌کننده) و دیدیه کوهن (نویسنده) ساخته شد و از ۱۷ فوریه ۱۹۹۳ تا ۲۶ ژانویه ۳۰۰۵ از کانال فرانسه ۲ پخش شد.

## خلاصه داستان
شخصی به نام ویکتور لوواک که قبلاً شغل قضاوت داشت، در حال حاضر شغل معلمی را انتخاب کرد. او در مدارس مختلف فرانسه به معلمی مشغول بوده و نسبت به دانش آموزان بسیار مسؤولیت پذیر است. هر قسمت این سریال شامل داستان های جداگانه است…

## درباره سریال
مجموعه تلویزیونی تیچر یا معلم با ژانر درام و تربیتی در کشور فرانسه ساخته شد. این سریال در سال ۱۳۸۶ از شبکه دو و در سال ۱۳۹۶ از شبکه آموزش تلوزیون ايران پخش شد.